# Nicolas Orye
Nicolas Orye (Hasselt, 31 augustus 1998) is een Belgisch voetballer die doorgaans als aanvaller speelt. Orye tekende in de zomer van 2023 een contract bij Sporting Hasselt. In augustus 2025 tekende hij bij Patro Eisden Maasmechelen.

## Carrière

### Jeugd
Orye speelde in zijn eerste jaren als voetballer bij RKC Hasselt, de voorloper van FC Torpedo Hasselt. Hij maakte bij de tienjarigen de overstap naar Sint-Truidense VV en ging in 2014 naar de jeugd van RC Hades. Orye speelde hier één seizoen, waarna hij in 2015 de overstap maakte naar de jeugd van Patro Eisden Maasmechelen. Tot begin 2016 speelde hij hier wedstrijden bij de beloften en in het team tot negentien jaar.

### Patro Eisden
Op 16 januari 2016 mocht hij voor de eerste keer op de bank zitten voor de wedstrijd tegen Lommel United. Op 23 januari maakte hij zijn officiële debuut tegen Royale Union Saint-Gilloise. Orye begon deze wedstrijd als basisspeler en wist ook meteen te scoren.

### Waasland-Beveren
Op 4 mei 2016 maakte Waasland-Beveren bekend dat Orye een driejarig contract ondertekend heeft. De aanvaller kwam transfervrij over van Patro Eisden Maasmechelen.

### Sporting Hasselt
Na een periode bij KSK Heist trok Orye terug naar zijn geboortestad met een transfer naar Sporting Hasselt.

## Statistieken
| Seizoen         | Club             | Land            | Competitie             | Competitie | Competitie | Play-offs | Play-offs | Beker | Beker | Europa | Europa | Totaal | Totaal |
| Seizoen         | Club             | Land            | Competitie             | Wed.       | Dlp.       | Wed.      | Dlp.      | Wed.  | Dlp.  | Wed.   | Dlp.   | Wed.   | Dlp.   |
| --------------- | ---------------- | --------------- | ---------------------- | ---------- | ---------- | --------- | --------- | ----- | ----- | ------ | ------ | ------ | ------ |
| 2015/16         | Patro Eisden     | Vlag van België | Tweede Klasse          | 11         | 3          | 0         | 0         | 0     | 0     | 0      | 0      | 10     | 3      |
| 2016/17         | Waasland-Beveren | Vlag van België | Eerste Klasse A        | 0          | 0          | 0         | 0         | 0     | 0     | 0      | 0      | 0      | 0      |
| 2016/17         | → Lommel United  | Vlag van België | Eerste Klasse B        | 2          | 0          | 0         | 0         | 0     | 0     | 0      | 0      | 2      | 0      |
| 2017/18         | → KSK Heist      | Vlag van België | Eerste klasse amateurs | 18         | 3          | 0         | 0         | 2     | 0     | 0      | 0      | 20     | 3      |
| 2018/19         | KSK Heist        | Vlag van België | Eerste klasse amateurs | 26         | 4          | 0         | 0         | 2     | 1     | 0      | 0      | 28     | 5      |
| 2023/24         | Sporting Hasselt |                 | Tweede Afdeling        | 33         | 16         | 0         | 0         | 1     | 0     | 0      | 0      | 34     | 17     |
| 2024/25         | Sporting Hassel  |                 | Eerste Afdeling        | 14         | 8          | 0         | 0         | 1     | 0     | 0      | 0      | 15     | 8      |
| Carrière totaal | Carrière totaal  | Carrière totaal | Carrière totaal        | 57         | 10         | 0         | 0         | 4     | 1     | 0      | 0      | 109    | 36     |